# Christoph Schranz
Christoph Schranz (* 23. April 1993) ist ein österreichischer Grasskiläufer. Er startet für den SC Elsbethen und gehört dem Juniorenkader des Österreichischen Skiverbandes an.

## Karriere
Schranz nimmt seit 2009 an FIS- und Weltcuprennen teil. Am 5. Juni fuhr er in Wilhelmsburg sein erstes FIS-Rennen, einen Super-G den er auf Rang 29 beendete. Tags darauf bestritt er sein erstes Weltcuprennen. In dieser Super-Kombination belegte er Platz 25 und gewann damit seine ersten Weltcuppunkte. Einige Monate später nahm er auch an der Weltmeisterschaft 2009 in Rettenbach teil. Er belegte Rang 29 in der Super-Kombination. Bei der Juniorenweltmeisterschaft 2010 in Dizin wurde er Zehnter im Riesenslalom, Elfter im Slalom und 18. im Super-G; in der Super-Kombination kam er nicht ins Ziel.
Am 3. Juli 2011 fuhr Schranz als 15. der Super-Kombination von Olešnice v Orlických horách erstmals unter die schnellsten 20 eines Weltcuprennens. Bestes Saisonergebnis wurde der 13. Platz im Slalom von Předklášteří am 7. August. Im Gesamtweltcup belegte er in der Saison 2011 den 28. Platz. Bei der Juniorenweltmeisterschaft 2011 in Goldingen wurde er Vierter im Super-G, jeweils Fünfter im Slalom und in der Kombination sowie Neunter im Riesenslalom. Bei seinen beiden Starts bei der zeitgleich ausgetragenen Weltmeisterschaft der Allgemeinen Klasse erzielte er als 16. des Riesenslaloms und 24. des Super-G jeweils Platzierungen im Mittelfeld. 
In der Saison 2012 erreichte Schranz mit Platz neun im Riesenslalom von San Sicario und Rang acht im zweiten Super-G von Dizin seine ersten Top-10-Ergebnisse in Weltcuprennen. In der Weltcup-Gesamtwertung verbesserte er sich auf Rang 22. Bei der Juniorenweltmeisterschaft 2012 in Burbach war Schranz’ bestes Resultat der achte Platz im Riesenslalom. In der Saison 2013 gelang Schranz mit zwei Silbermedaillen im Riesentorlauf und Slalom bei der Juniorenweltmeisterschaft 2013 in Rettenbach das beste Resultat seiner bisherigen Karriere. Des Weiteren erreichte er erneut mit Rang acht im Riesentorlauf von Marbachegg ein Top-10-Ergebnis im Weltcup. Damit konnte er in der Weltcup-Gesamtwertung auf den 15. Platz vorrücken.

## Erfolge

### Weltmeisterschaften
- Rettenbach 2009: 29. Super-Kombination
- Goldingen 2011: 16. Riesenslalom, 24. Super-G

### Juniorenweltmeisterschaften
- Horní Lhota 2009: 12. Riesenslalom, 18. Super-G, 20. Super-Kombination
- Dizin 2010: 10. Riesenslalom, 11. Slalom, 18. Super-G
- Goldingen 2011: 4. Super-G, 5. Slalom, 5. Kombination, 9. Riesenslalom
- Burbach 2012: 8. Riesenslalom, 12. Slalom, 15. Super-Kombination
- Rettenbach 2013: 2. Riesenslalom, 2. Slalom, 4. Super-G, 7. Super-Kombination

### Weltcup
- Drei Platzierungen unter den besten zehn